# Oštrolisna žutika
Oštrolisna žutika (lat. Berberis candidula) je endemska vrsta biljke iz Kine. Nalazi se na IUCN-ovom crvenom popisu ugroženih vrsta, jer joj je status zaštite osjetljiv.

## Opis
Oštrolisna žutika je mali zimzeleni grm. Kore jednogodišnje grane su djelomično ispunjene crnim bradavicama. Listovi su mali i tamnozelene su boje. Na rubovima su lagano savijeni. Cvjetovi su pojedinačni, blijedo žute boje. Plodovi ove biljke su eliptične bobice. Boja im varira od tamnoplave do crne.